# Făncica, Bihor
Făncica (în maghiară Érfancsika) este un sat în comuna Petreu din județul Bihor, Crișana, România.
 Acest articol despre o localitate din județul Bihor este deocamdată un ciot. Puteți ajuta Wikipedia prin completarea lui.